# Tweede Kamerverkiezingen in het kiesdistrict Doetinchem (1888-1918)

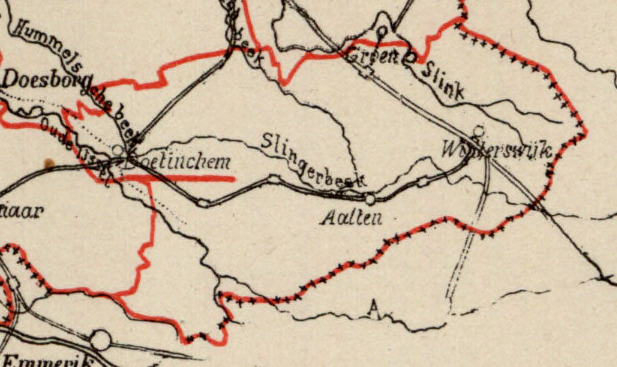
Kiesdistrict Doetinchem (1888)

Tweede Kamerverkiezingen in het kiesdistrict Doetinchem (1888-1918) geeft een overzicht van verkiezingen voor de Nederlandse Tweede Kamer in het kiesdistrict Doetinchem in de periode 1888-1918.
Het kiesdistrict Doetinchem was eerder ingesteld geweest in de periode 1848-1850. Het kiesdistrict werd opnieuw ingesteld na de grondwetsherziening van 1887. Tot het kiesdistrict behoorden de volgende gemeenten: Ambt Doetinchem, Aalten, Dinxperlo, Gendringen, Lichtenvoorde, Stad Doetinchem, Winterswijk, Wisch en Zelhem.
Het kiesdistrict Doetinchem koos één lid van de Tweede Kamer.
Legenda
- cursief: in de eerste verkiezingsronde geëindigd op de eerste of tweede plaats, en geplaatst voor de tweede ronde;
- vet: gekozen als lid van de Tweede Kamer.

## 6 maart 1888
De verkiezingen werden gehouden na vervroegde ontbinding van de Tweede Kamer.
|                               | 6 maart | 20 maart |
| ----------------------------- | ------- | -------- |
| Kiesgerechtigden              | 3.629   | 3.629    |
| Opkomst                       | 3.353   | 3.319    |
| Geldige stemmen               | 3.335   | 3.284    |
| Blanco stemmen                | 13      | 28       |
| Kandidaten                    |         |          |
| J.G.S. Bevers                 | 1.073   | 1.755    |
| J.P.R. Tak van Poortvliet     | 1.246   | 1.528    |
| W.G. van Brantsen van de Zijp | 918     |          |
| A.W. Brandt                   | 95      |          |

## 9 juni 1891
De verkiezingen werden gehouden na ontbinding van de Tweede Kamer.
|                               | 9 juni | 23 juni |
| ----------------------------- | ------ | ------- |
| Kiesgerechtigden              | 3.825  | 3.825   |
| Opkomst                       | 3.492  | 3.616   |
| Geldige stemmen               | 3.465  | 3.580   |
| Blanco stemmen                | 21     | 29      |
| Kandidaten                    |        |         |
| J.G.S. Bevers                 | 1.125  | 1.845   |
| H.F. Hesselink van Suchtelen  | 1.414  | 1.734   |
| W.G. van Brantsen van de Zijp | 901    |         |

## 10 april 1894
De verkiezingen werden gehouden na vervroegde ontbinding van de Tweede Kamer.
|                              | 10 april |
| ---------------------------- | -------- |
| Kiesgerechtigden             | 3.942    |
| Opkomst                      | 2.833    |
| Geldige stemmen              | 2.795    |
| Blanco stemmen               | 34       |
| Kandidaten                   |          |
| H.F. Hesselink van Suchtelen | 1.833    |
| J.G.S. Bevers                | 938      |

## 15 juni 1897
De verkiezingen werden gehouden na ontbinding van de Tweede Kamer.
|                                   | 15 juni | 25 juni |
| --------------------------------- | ------- | ------- |
| Kiesgerechtigden                  | 8.470   | 8.470   |
| Opkomst                           | 7.847   | 7.874   |
| Geldige stemmen                   | 7.719   | 7.770   |
| Blanco stemmen                    | 128     | 104     |
| Kandidaten                        |         |         |
| H.F. Hesselink van Suchtelen      | 3.119   | 3.962   |
| H.A. Pauwen                       | 2.380   | 3.808   |
| M.A. Brants                       | 1.807   |         |
| W.H.E. van der Borch van Verwolde | 413     |         |

## 14 juni 1901
De verkiezingen werden gehouden na ontbinding van de Tweede Kamer.
|                                   | 14 juni |
| --------------------------------- | ------- |
| Kiesgerechtigden                  | 8.841   |
| Opkomst                           | 7.900   |
| Geldige stemmen                   | 7.756   |
| Blanco stemmen                    | 144     |
| Kandidaten                        |         |
| P. van Vliet                      | 4.354   |
| H.F. Hesselink van Suchtelen      | 2.930   |
| W.P.G. Helsdingen                 | 312     |
| W.H.E. van der Borch van Verwolde | 160     |

## 16 juni 1905
De verkiezingen werden gehouden na ontbinding van de Tweede Kamer.
|                  | 16 juni |
| ---------------- | ------- |
| Kiesgerechtigden | 10.819  |
| Opkomst          | 10.402  |
| Geldige stemmen  | 10.328  |
| Blanco stemmen   | 61      |
| Kandidaten       |         |
| P. van Vliet     | 5.858   |
| D. Brocx         | 4.042   |
| L.M. Hermans     | 428     |

## 11 juni 1909
De verkiezingen werden gehouden na ontbinding van de Tweede Kamer.
|                  | 11 juni |
| ---------------- | ------- |
| Kiesgerechtigden | 11.594  |
| Opkomst          | 10.190  |
| Geldige stemmen  | 10.112  |
| Blanco stemmen   | 78      |
| Kandidaten       |         |
| P. van Vliet     | 6.181   |
| T.H. de Meester  | 3.093   |
| L.M. Hermans     | 838     |

## 17 juni 1913
De verkiezingen werden gehouden na ontbinding van de Tweede Kamer.
|                  | 17 juni |
| ---------------- | ------- |
| Kiesgerechtigden | 12.706  |
| Opkomst          | 12.149  |
| Geldige stemmen  | 12.010  |
| Blanco stemmen   | 139     |
| Kandidaten       |         |
| P. van Vliet     | 6.078   |
| H.P.J. Bloemers  | 4.366   |
| A.R. van de Laar | 903     |
| L.M. Hermans     | 663     |

## 15 juni 1917
De verkiezingen werden gehouden na ontbinding van de Tweede Kamer.
|                  | 15 juni |
| ---------------- | ------- |
| Kiesgerechtigden | 13.154  |
| Kandidaten       |         |
| P. van Vliet     |         |

De zeven in de vorige Tweede Kamer vertegenwoordigde partijen hadden afgesproken in elkaars kiesdistricten geen tegenkandidaten te stellen. Van Vliet was derhalve de enige kandidaat; hij werd zonder nadere stemming gekozen verklaard.

## Opheffing
De verkiezing van 1917 was de laatste verkiezing voor het kiesdistrict Doetinchem. In 1918 werd voor verkiezingen voor de Tweede Kamer overgegaan op een systeem van evenredige vertegenwoordiging met kandidatenlijsten van politieke partijen.